# 寬邊琉灰蝶
寬邊琉灰蝶（學名：Callenya melaena），又名寬邊琉璃小灰蝶、闊緣瑠璃小灰蝶、寬邊瑠璃小灰蝶、寬邊琉璃灰蝶。

## 描述
本種為中型灰蝶，具明顯雌雄二型性。雄蝶頭部披毛，褐色，額中央具白色帶紋；觸角黑褐色帶白環，近錘部腹面有白斑。口器褐色；下唇鬚白色但混有黑褐色，末節細小呈棒狀。胸腹背面為黑褐混藍色，腹面白色。足白色，有褐色條紋；前足跗節癒合，末端下彎尖銳。
前翅長11-14 mm，略呈三角形，前緣與外緣弧形，後翅圓形。翅背面底色深褐，具金屬光澤藍色斑紋，前翅自翅基至外緣有黑邊，後翅黑邊更寬且藍斑集中於基部至中央。翅腹面底色白，具一列褐色中央斑點，前翅呈曲線排列，後翅則蜿蜒，其中最前方斑點最為明顯。後翅亞基部有2枚褐色小斑點；中室末端有褐色短線；亞外緣有弦月紋與深色點組成的帶紋。緣毛白色，翅脈處褐色。
雌蝶形態與雄蝶相似，但翅形較圓、前足跗節不癒合，翅背面底色黑褐，不具藍色斑紋，偶有模糊白紋。翅腹面亦為白色，具暗褐色紋；前翅暗紋略呈直線，除R5紋外位置偏外側；後翅Rs室斑點偏向翅基，Sc+R1外側紋特別大且色深；中室端亦具細線。前、後翅外緣均有一列黑點與波狀黑線；後翅中室與翅基帶有黑褐色小點。

## 分佈
分布於印度東北部、中南半島北部、海南島及臺灣，其中在臺灣主要見於中部低海拔山地。

## 棲地
棲息於常綠闊葉林，一年多代。成蝶飛行緩慢，會訪花，雄蝶喜至濕地吸水；幼蟲以殼斗科捲斗櫟的新芽與幼葉為食。